# Joyous Lake
| Recensione | Giudizio |
| ---------- | -------- |
| AllMusic   |          |

Joyous Lake è un album discografico di Pat Martino, pubblicato dalla casa discografica Warner Bros. Records nel 1976.

## Tracce

### LP
Lato A
1. Line Games – 3:55 (musica: Pat Martino)
2. Pyramidal Vision – 7:34 (musica: Delmar Brown)
3. Mardi Gras – 9:07 (musica: Delmar Brown)

Lato B
1. M'Wandishi – 5:27 (musica: Kenwood Dennard)
2. Song Bird – 7:52 (musica: Pat Martino)
3. Joyous Lake – 7:32 (musica: Pat Martino)

## Formazione
- Pat Martino – chitarra, EML 101, flexiglass
- Delmar Brown – pianoforte elettrico fender rhodes, EML 500, oberheim polyphonic
- Mark Leonard – basso elettrico
- Kenwood Dennard – batteria, percussioni

Note aggiuntive
- Paul A. Rothchild – produttore
- Registrazioni effettuate nel settembre 1976 al Criteria Recording Studio di Miami, Florida (Stati Uniti)
- Steve Klein – ingegnere delle registrazioni
- Steve Hart – assistente ingegnere delle registrazioni
- Remixaggio effettuato al Sunset Sound Recorders di Hollywood, California
- Paul A. Rothchild – ingegnere del remixaggio
- Beverly Parker – foto e design copertina album originale
- Ringraziamento speciale a: Drew Henderson e Ronald Merians[2]